# Ломазо
Ломазо (італ. Lomaso, вен. Łomaxo) — колишній муніципалітет Італії, у регіоні Трентіно-Альто-Адідже, провінція Тренто. Муніципалітет існував до 1 січня 2010 року, коли Ломазо був об'єднаний з муніципалітетом Бледжо-Інферіоре для створення теперішнього муніципалітету Комано-Терме.
Ломазо було розташоване на відстані близько 480 км на північ від Рима, 21 км на захід від Тренто.
Населення — 1658 осіб (2009).
Щорічний фестиваль відбувається 16 червня. Покровитель — San Quirico e Santa Giulitta.

## Демографія
Населення за роками:
Станом на 31 грудня 2009 року в муніципалітеті офіційно проживало 220 іноземців з 24 країн, серед них 45 громадян країн Євросоюзу та 3 громадяни України.

## Сусідні муніципалітети
- Арко
- Бледжо-Інферіоре
- Дорсіно
- Дро
- Ф'яве
- Сан-Лоренцо-ін-Банале
- Стеніко
- Тенно